# Przezierka lancetniczka
Przezierka lancetniczka (Anania lancealis) – gatunek motyla z rodziny wachlarzykowatych, występujący w Europie, również w Polsce.
Rozpiętość skrzydeł tego gatunku wynosi 30–34 mm. Motyl lata od maja do sierpnia, w zależności od miejsca występowania. Larwy żerują na sadźcu konopiastym, starcu jakubku, ożance nierównoząbkowej, marku szerokolistnym i czyśćcu.